# Caspar Jander
Caspar Jander (* 23. März 2003 in Münster) ist ein deutscher Fußballspieler, der seit 2024 beim 1. FC Nürnberg unter Vertrag steht. Zuvor stand er von 2022 bis 2024 beim MSV Duisburg und von 2017 bis 2021 beim FC Schalke 04 sowie von 2015 bis 2017 bei Borussia Dortmund unter Vertrag, wo er dann den Sprung in den Profibereich schaffte.

## Karriere
Caspar Jander begann mit dem Fußballspielen in seiner Heimatstadt beim Stadtteilverein Germania Mauritz, ehe er 2013 zum größten Verein im Ort, dem SC Preußen Münster, wechselte. Nach zwei Jahren wurde er von Borussia Dortmund verpflichtet, wo er zwei weitere Spielzeiten verbrachte, ehe er sich dem FC Schalke 04 anschloss. Dort spielte er bis 2021, zuletzt als Jungjahrgang in der A-Junioren-Bundesliga. Für sein zweites A-Juniorenjahr ging er ligaintern zum MSV Duisburg.
In Duisburg wurde er Stammspieler der U-19-Mannschaft und empfahl sich so auch für die Seniorenmannschaft in der 3. Liga. Gemeinsam mit zwei Teamkollegen wurde er von Trainer Hagen Schmidt für das Trainingslager in der Winterpause der Saison 2021/22 nominiert. Nach guten Leistungen wurde er in den Profikader übernommen, dem er im ersten Spiel des Jahres 2022 beim TSV Havelse noch ohne Einsatz angehörte. Sein Profidebüt gab er dann am 23. Januar 2022, als er im Aufeinandertreffen mit dem 1. FC Saarbrücken nach 79 Minuten für Kolja Pusch eingewechselt wurde. Im Sommer 2024 wechselt er – nachdem er in der Saison 2023/24 in 21 Spielen für Duisburg zum Einsatz kam, in denen ihm ein Tor und zwei Torvorlagen gelangen – ablösefrei zum Zweitligisten 1. FC Nürnberg.    Am 21. März 2025 debütierte er beim Freundschaftsspiel gegen die Slowakei für die deutsche U-21-Nationalmannschaft.